# Śluz gestagenny
Śluz gestagenny – śluz szyjkowy występujący u kobiety w cyklu miesięcznym w dniach poowulacyjnych. Ocena jego parametrów jest wykorzystywana w metodach naturalnego planowania rodziny.
Śluz gestagenny jest:
- nieprzejrzysty
- mętny
- przyczepny
- nie ciągnący się
- lepki
- żółtawy lub białawy.

Gdy występuje ten rodzaj śluzu, kobieta nie odczuwa wilgotności w pochwie.